# Tauraco fischeri
El turaco de Fischer  (Tauraco fischeri) es una especie de ave Musophagiformes de la familia Musophagidae que vive en una franja costera del este de África.

## Taxonomía
Debe su nombre al explorador alemán Gustav Fischer. Se reconocen dos subespecies:
- T. f. Fischer (Reichenow, 1878) vive en la franja litoral de Somalia, Kenia y Tanzania
- T. f. zanzibaricus (Pakenham, 1938) habita en Zanzíbar

## Descripción
Mide sobre 40 cm y de largo y su peso oscila entre 230 y 280 g. Presenta un plumaje brillante en tonos verdes sobre la cara y el pecho que se van tornando en tonos más oscuros de verde o incluso azulados en el resto del cuerpo y las alas. En la parte interior de las alas posee unas llamativas plumas rojas que sólo son visibles cuando el animal las despliega. Su rasco más característico es la cresta carmesí que tiene sobre la cabeza y la nuca. Este cresta está ribeteada de negro en la parte anterior y de blanco en la posterior, lo que ayuda a distinguirla de especies similares. Enmarcando al ojo tiene dos líneas blancas, separadas en el lagrimal por una mancha oscura, que recorren el contorno del ojo siendo la inferior más larga que la superior. Tiene un pico curvado y unos ojos anaranjados. No existe dimorfismo sexual.

## Distribución y hábitat
El turco de Fischer vive en los bosques tropicales que discurren junto a la costa de Kenia, Somalia, Tanzania y en la isla de Zanzíbar. En estos bosques puede vivir hasta una altitud de 1.500 m. También puede aventurarse en zonas de matorrales y zonas de labranza con algunos árboles aislados aunque es mucho más raro verlos en este tipo de entorno.  

## Comportamiento
Es una especie principalmente arbórea que solo baja al suelo para beber y alimentarse. Pasa la mayor parte del tiempo en la parte superior de los árboles donde se desplaza de rama en rama saltando o con vuelos cortos. Suele vivir en parejas o grupos pequeños. Pasan la mayor parte del día alimentándose con pequeños intervalos de descanso o para tomar el sol. Al anochecer volverá a su sitio preferido para posarse. 
El turaco de Fischer se alimenta principalmente de frutas, en particular higos y bayas, aunque también come brotes, hojas, flores e insectos. Su nido es una plataforma frágil de ramitas colocadas en un árbol a 3-10 m sobre el suelo. 
Su época de reproducción comienza con la estación de lluvias. La hembra pondrá dos huevos y el período de incubación es de 22-23 días que será realizada por ambos progenitores. Cuando los polluelos nazcan también se encargaran de su cuidado padre y madre.

## Conservación
Esta especie se clasifica como Amenazada por la UICN debido a que se cree que la población es moderadamente pequeña y la tendencia es decreciente debido a la degradación de su hábitat por la explotación del bosque, la tala para proporcionar tierras de labranza y el comercio ilegal de especies. 
Se estima que la población total está entre 1.500 y 7.000 ejemplares.

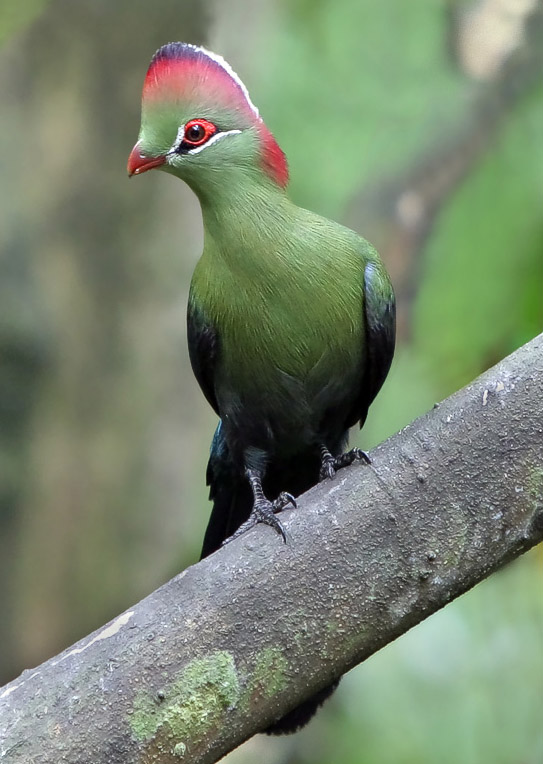

- Wikispecies tiene un artículo sobre Tauraco fischeri.
- Wikimedia Commons alberga una galería multimedia sobre Tauraco fischeri.